# Gare de Marles-en-Brie
Gare de Marles-en-Brie vasútállomás Franciaországban, La Houssaye-en-Brie településen.

## Vasútvonalak
Az állomást az alábbi vasútvonalak érintik:
- Gretz-Armainvilliers-Sézanne-vasútvonal
- Paris-Bastille-Marles-en-Brie-vasútvonal

## Kapcsolódó állomások
A vasútállomáshoz az alábbi állomások vannak a legközelebb:
- Gare de Tournan (Paris Gare de l’Est, ligne P)
- Gare de Mortcerf (Gare de Coulommiers, ligne P)